# Hereroa carinans
Hereroa carinans är en isörtsväxtart som först beskrevs av Adrian Hardy Haworth, och fick sitt nu gällande namn av Moritz Kurt Dinter, Amp; Schwant. och Hans Jacobsen. Hereroa carinans ingår i släktet Hereroa och familjen isörtsväxter. Inga underarter finns listade i Catalogue of Life.